# علی جدی
علی جدی سیاستمدار  ایرانی است. وی توانست در یازدهمین انتخابات مجلس شورای اسلامی با کسب ۲۸ هزار و ۷۰۰ رای، از حوزه انتخابیه شیروان از استان خراسان شمالی انتخاب گردد.